# Juha Tuohimaa
Juha Tuohimaa, född 5 juni 1956 i Uleåborg, är en finländsk före detta professionell ishockeyspelare (back).
Han blev finsk mästare i ishockey med Oulun Kärpät 1981.